# Indotipula apicidilata
Indotipula apicidilata är en tvåvingeart som först beskrevs av Alexander 1964.  Indotipula apicidilata ingår i släktet Indotipula och familjen storharkrankar. Inga underarter finns listade i Catalogue of Life.